# تلیماگراندین II
تلیماگراندین II (به انگلیسی: Tellimagrandin II) با فرمول شیمیایی C41H30O26 یک ترکیب شیمیایی با شناسه پاب‌کم 442679 است. که جرم مولی آن ۹۳۸٫۶۶ گرم بر مول می‌باشد. 